# Željko Glasnović
Željko Glasnović (Zagreb, 24. veljače 1954.) je hrvatski general i političar.

## Životopis
Željko Glasnović rođen je u Zagrebu u janjevačkoj obitelji. Njegova obitelj emigrirala je u Kanadu, gdje je Glasnović bio pripadnik kanadske vojske pet godina. Potom je godinu i pol proveo u francuskoj Legiji stranaca. U Hrvatsku se vratio po izbijanju Domovinskog rata 1991., te se priključio ZNG-u.
Bio je vojni zapovjednik u Lici, te na Južnom bojištu. Poslije pada Vukovara u studenome 1991., prešao je u Tomislavgrad u BiH, gdje je trebao obučavati nove postrojbe. Krajem godine priključio se bojnoj Zrinski. Sudjelovao je u bitci na Kupresu u travnju 1992., gdje je bio teško ranjen pored srca. Vojnici su ga uspjeli izvući preko planina preko Bugojna do franjevačkog samostana na Šćitu u Rami. Iz Rame je konačno prebačen u Split. Dva mjeseca nije bio u borbama, no pobjegao je iz splitske bolnice i vratio se na kupreško ratište. U listopadu 1992. preuzeo je zapovjedništvo nad brigadom Kralj Tomislav. Njegov brat Davor bio je zarobljen u Kupresu i mučen od srpskih snaga. Glasnović je bio poznat po teškom karakteru i zahtijevanju striktne discipline u svojim postrojbama.
Brigada Kralj Tomislav imala je i oko 500 muslimanskih boraca. Izbijanjem bošnjačko-hrvatskog sukoba 1993., ti borci su bili razoružani. Nakon potpisivanja Washingtonskog sporazuma u ožujku 1994., kojim je okončan taj sukob, Glasnović je preuzeo zapovjedništvo nad 1. gardijskom brigadom HVO-a. Prva brigada HVO-a sudjelovala je u operaciji Cincar u kojoj je oslobođen Kupres od Vojske Republike Srpske (VRS). U svibnju 1994. je smijenjen s te dužnosti i imenovan zapovjednikom Zbornog područja Tomislavgrad. Bio je zapovjednik HVO-a u sklopu združenih snaga HZ Herceg-Bosne i Republike Hrvatske kojima je zapovijedao general Ante Gotovina, a koje su sudjelovale u oslobađanju dijelova BiH poslije operacije Oluja.
Nakon potpisivanja Daytonskog sporazuma u prosincu 1995., Glasnović je imenovan programskim menadžerom za program vojne stabilizacije u Sarajevu. Nakon toga, bio je godinu dana zapovjednik Hrvatskog gardijskog zbora. Predsjednik Stjepan Mesić umirovio ga je 2000. nakon pisma dvanaestorice generala u kojem su tražili prestanak blaćenja Domovinskog rata.

## Političko djelovanje

### Hrvatski parlamentarni izbori 2015. i 2016.
Glasnović se nije politički angažirao do parlamentarnih izborau Hrvatskoj održanih u studenome 2015., kada se našao na listi HDZ-a na listi za dijasporu (XI. izborna jedinica), međutim, nije postao član stranke.
Uoči izbora 2016. na kojima je ponovo izabran za zastupnika, kritizirao je hrvatsko izborno zakonodavstvo, smatrajući da je zbog neorganiziranosti i nemogućnosti dopisnog glasovanja mnogim Hrvatima izvan Hrvatske onemogućeno glasovanje.
U Hrvatskome saboru bio je dio Kluba zastupnika zajedno sa zastupnicima stranke Bruna Esih – Zlatko Hasanbegović: Neovisni za Hrvatsku, Brunom Esih i Zlatkom Hasanbegovićem.

### Hrvatski parlamentarni izbori 2020.
Na izbore 2020. general Glasnović ide s neovisnom listom koju je podržao i Domovinski pokret.
Iako je imao nekoliko zapaženih nastupa na predizbornim skupovima, ipak na kraju nije uspio ponovno ući u Sabor Republike Hrvatske.
Navodno mu je nedostajalo tek 11 glasova za ulazak u Sabor Republike Hrvatske te je zbog jako malog broja tražio ponovno prebrojavanje glasova, što je Državno Izborno Povjerenstvo odbilo.